# SN 2006tp
SN 2006tp – supernowa typu Ia odkryta 17 grudnia 2006 roku w galaktyce A020914-0437. Jej maksymalna jasność wynosiła 23,40m.